# 저지 걸
《저지 걸》(영어: Jersey Girl)은 2004년 개봉한 미국의 코미디 드라마 영화이다. 케빈 스미스가 각본과 연출을 맡았다.

## 줄거리
뉴저지주에서 나고 자랐으며 현재는 뉴욕에서 퍼블리시스트로 활약 중인 일중독 올리는 크리스마스 파티에서 편집자 거트루드를 만나 사랑에 빠져 결혼한다.
하지만 거트루드는 딸 거티를 낳은 뒤 동맥류와 임신 합병증으로 곧 사망한다. 절망에 빠진 올리는 육아 스트레스가 극에 달한 어느 날 수많은 기자들 앞에서 고객인 윌 스미스를 폄하하면서 직장을 잃고, 뉴욕 내 모든 PR 회사 블랙리스트에 오른다. 올리는 거티와 뉴저지로 내려가 아버지 집에 들어가 살게 된다.
그러나 7년 뒤 올리가 다시 뉴욕에서 일자리를 구하려고 하면서 가족들, 새로 만나기 시작한 동네 비디오 대여 가게 점원 마이아와 갈등이 시작된다.

## 출연
- 벤 애플렉 - 올리버 "올리" 트링키 역
- 리브 타일러 - 마이아 하딩 역
- 라켈 캐스트로 - 거투르드 "거티" 트링키 역
- 조지 칼린 - 바트 역
- 스티븐 루트 - 그리니 역
- 마이크 스타 - 블록 역
- 제니퍼 로페즈 - 거투르드 "거티" 스타이니트링키 역 (카메오)
- 제이슨 비그스 - 아서 브릭먼 역
- 폴리 릿 - 브라이언 역
- 할리 퀸 스미스 - 트레이스 콜렐리 역
- 베티 애벌린 - 학교 장기 자랑 사회자 역
- 윌 스미스 - 본인 역
- 맷 데이먼 - PR 회사 간부 역
- 제이슨 리 - PR 회사 간부 역
- S. 이페이사 머커슨 - 의사 역

## 우리말 녹음
SBS 성우진
- 은영선 - 마이아 (리브 타일러)
- 박선영 - 거티 (라켈 캐스트로)
- 윤성혜 - 거투르드 (제니퍼 로페즈)
- 이봉준
- 홍진욱
- 임주현